# Едреміт (аеропорт)
Аеропорт Едреміт або Аеропорт Баликесір Коджа Сеїт або Аеропорт Баликесір Едреміт Керфез (IATA: EDO, ICAO: LTFD) — аеропорт, розташований на південь від Едреміта в провінції Баликесір, Туреччина. 

## Авіалінії та напрямки, серпень 2023
| Авіакомпанія      | Пункт призначення                       |
| ----------------- | --------------------------------------- |
| AnadoluJet        | Анкара Сезонний: Стамбул–Сабіха Гьокчен |
| Corendon Airlines | Сезонний: Кельн/Бонн                    |
| Pegasus Airlines  | Анкара, Стамбул–Сабіха Гьокчен          |
| SunExpress        | Сезонний: Дюссельдорф                   |
| Turkish Airlines  | Стамбул                                 |

## Статистика
Див. джерело запитів Вікіданих та джерела.